# NGC 4848
NGC 4848 é uma galáxia espiral barrada (SBc) localizada na direcção da constelação de Coma Berenices. Possui uma declinação de +28° 14' 33" e uma ascensão recta de 12 horas, 58 minutos e 05,7 segundos.
A galáxia NGC 4848 foi descoberta em 21 de Abril de 1865 por Heinrich Louis d'Arrest.